# Wipptal
Das Wipptal ist ein in Nord-Süd-Richtung verlaufendes Tal in den zentralen Ostalpen im österreichischen Nordtirol und italienischen Südtirol. Es bildet hydrogeographisch keine Einheit: Die Nordhälfte wird von der Sill und weiter über das Flusssystem der Donau zum Schwarzen Meer hin entwässert, die Südhälfte vom Eisack und weiter über das Flusssystem der Etsch zur Adria. In seine zwei Hälften geteilt wird das Wipptal vom Brennerpass. Das nördliche Ende des Wipptals bildet die Einmündung in das Inntal bei der Tiroler Landeshauptstadt Innsbruck; als Südgrenze zum Eisacktal wird entweder die Engstelle der Sachsenklemme oder etwas weiter südlich das Aufgehen in den Brixner Talkessel nach der Franzensfeste aufgefasst.

## Geographie

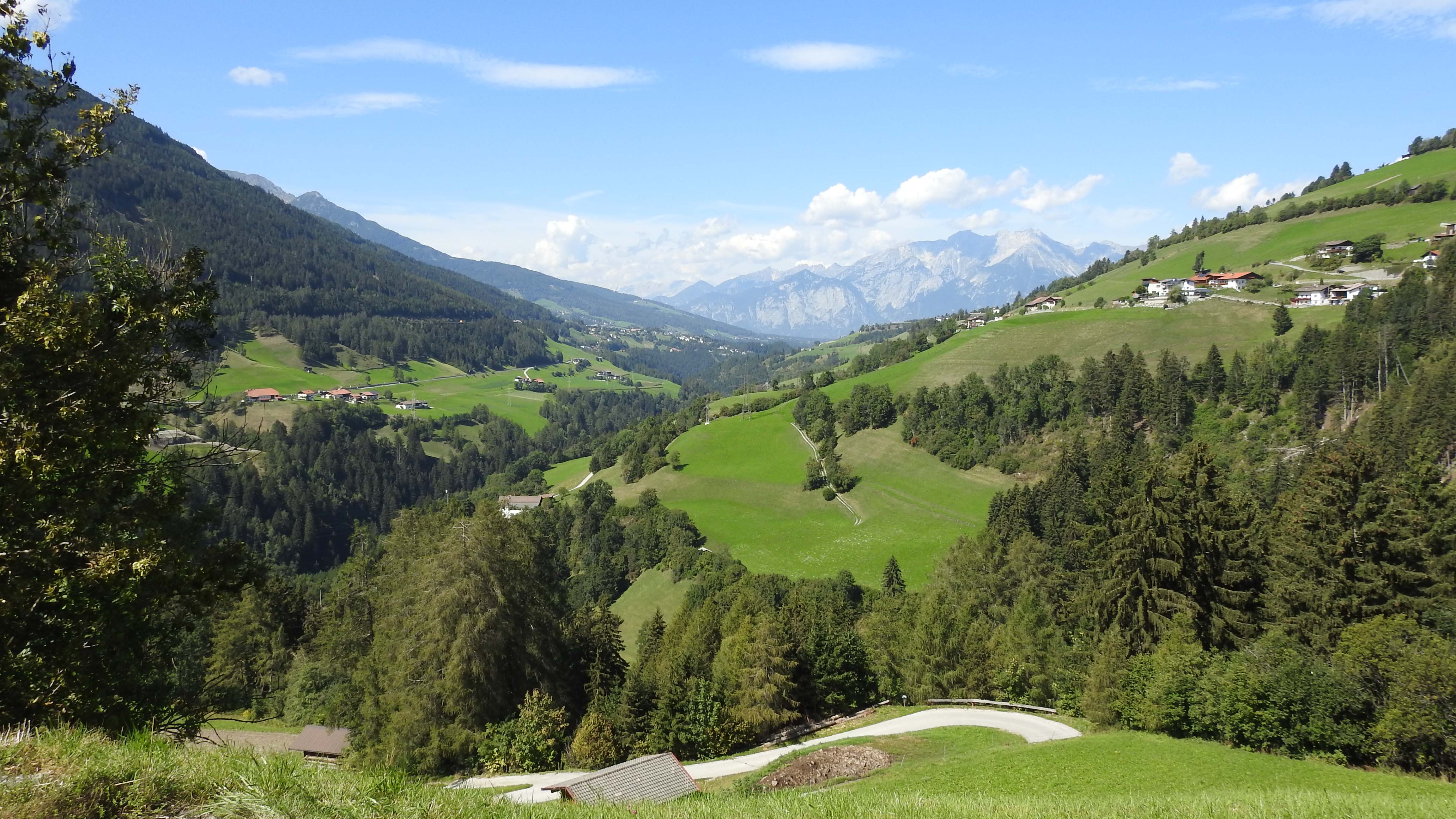
Nordtiroler Wipptal bei Pfons gegen Karwendel

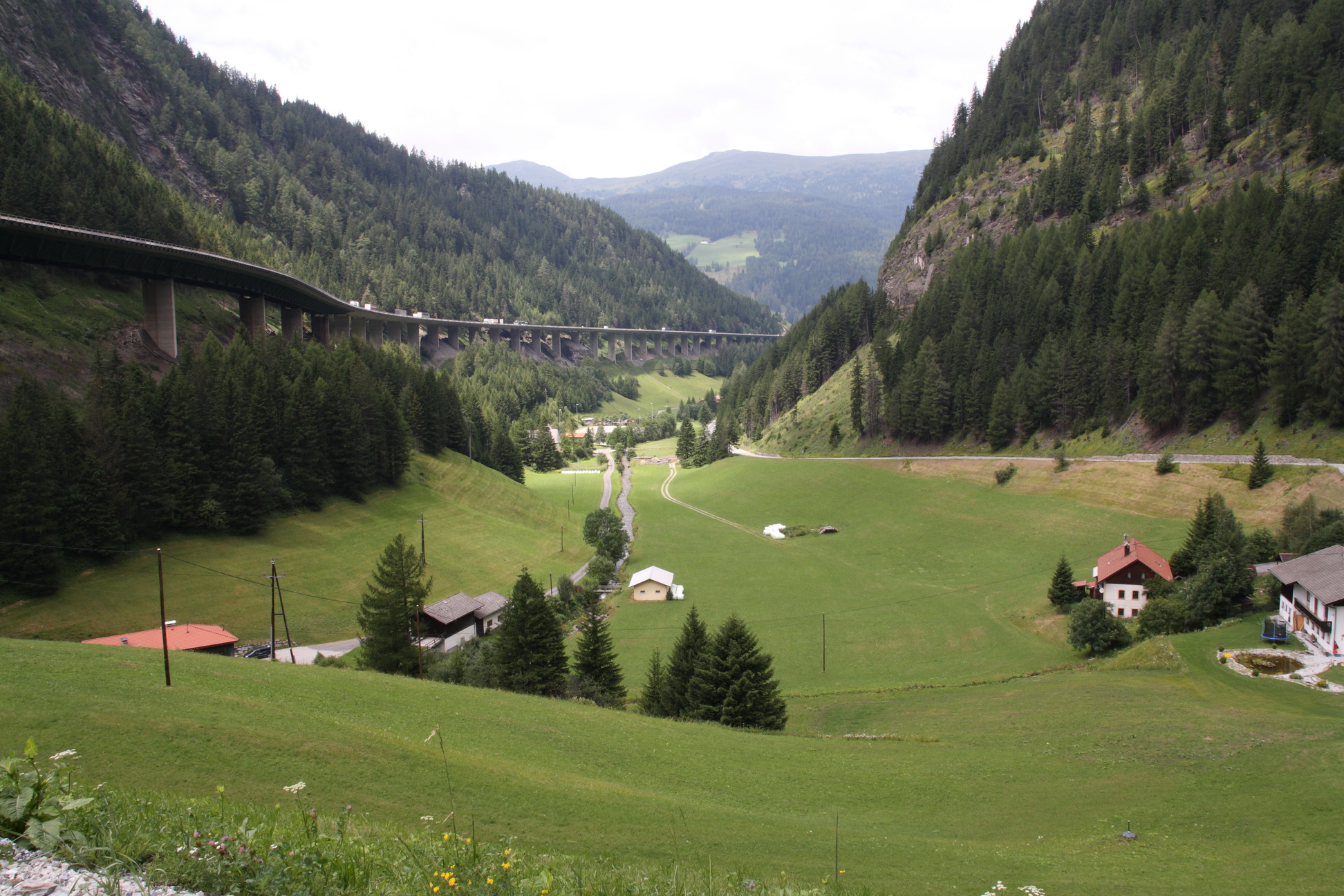
Das Wipptal knapp nördlich der Passhöhe vom Brenner

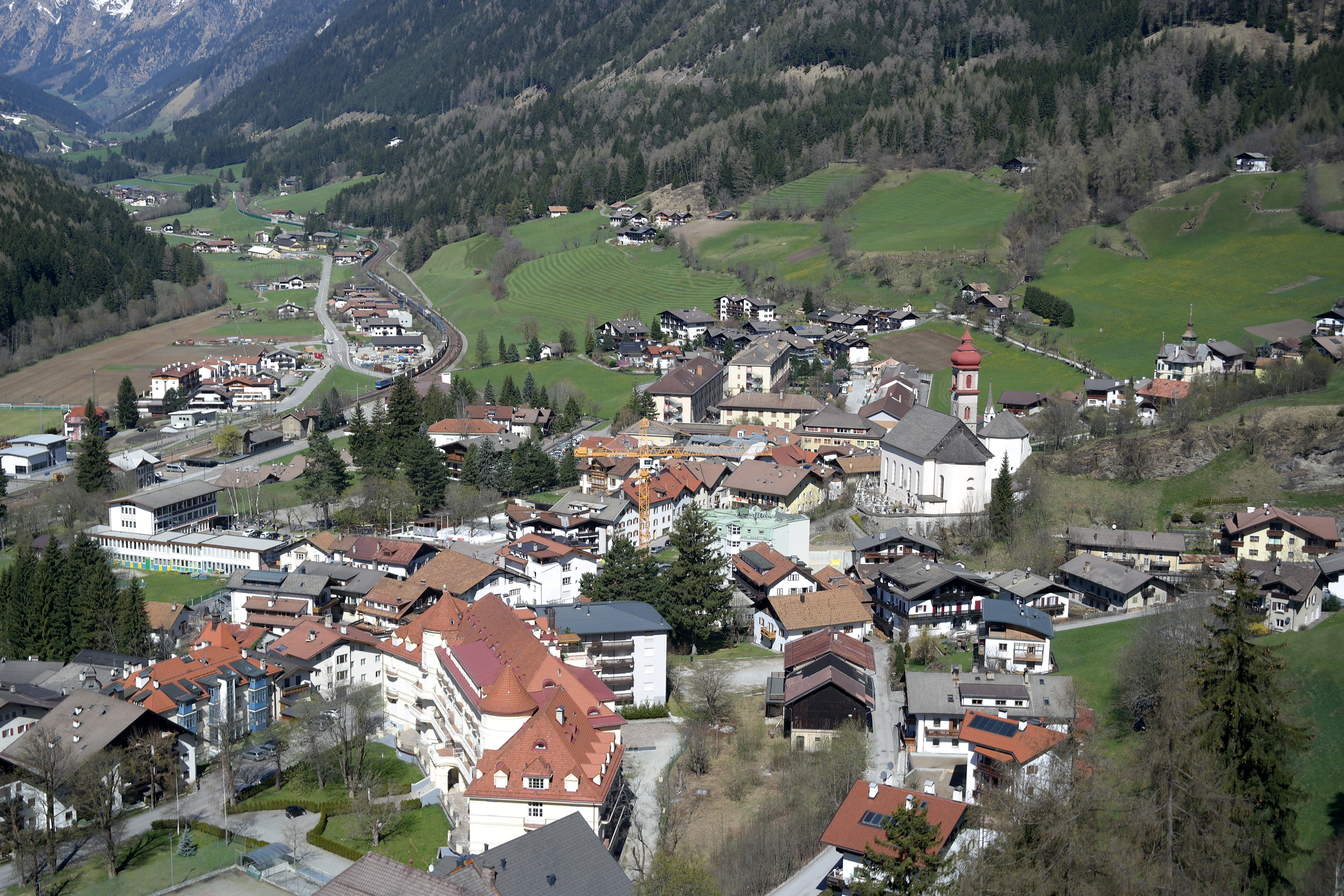
Gossensaß, das erste Dorf südlich vom Brenner

Das Wipptal verläuft von Innsbruck entlang der Sill Richtung Süden, überschreitet am Brenner (1370 m ü. A.) den Alpenhauptkamm und führt in Südtirol entlang des Eisacks über Sterzing bis zur Sachsenklemme bzw. Franzensfeste. Im Norden mündet es in das Unterinntal, im Süden setzt es sich als Eisacktal fort. Das Wipptal trennt die Stubaier und Sarntaler Alpen im Westen von den Tuxer und Zillertaler Alpen im Osten.
Die größeren, besiedelten Seitentäler sind (von Nord nach Süd) das Stubaital, das Gschnitztal, das Obernbergtal, Pflersch und Ridnaun nach Westen sowie das Navistal, das Schmirntal, das Valser Tal, Pfitsch und das Maulser Tal nach Osten.

## Geschichte
Die ersten namentlich bekannten Bewohner des Wipptales waren die Breonen. Sie besiedelten die Mittelgebirgsterrassen und Schwemmkegel. Das Wipptal war lange Zeit innerhalb des Bistums Brixen und der Grafschaft Tirol eine kulturgeographische und politische Einheit. Die heutige Grenze zwischen Italien und Österreich über den Brennerpass entstand erst infolge des Ersten Weltkriegs durch das Inkrafttreten des Vertrags von Saint-Germain im Jahr 1920.

## Namen
Die Bezeichnung des Tales geht auf das Römerkastell Vipitenum zurück. Die Etymologie des Namens liegt im Dunkeln, plausibel erscheint eine Verbindung zum belegten etruskischen Personennamen Vipiθenes. In der Nähe Vipitenums wurde im Frühmittelalter die heutige Stadt Sterzing als bajuwarische Neugründung angelegt. Um 937–957 wird das Tal in einer Traditionsnotiz des Hochstifts Freising erstmals als „vallis Vuibitina“ erwähnt. Im Sommer 1166 ist die Gegend unter der Bezeichnung „Wibetwald“ im Lehen- und Einkünfteverzeichnis der bayerischen Grafen von Neuburg-Falkenstein, dem sogenannten Codex Falkensteinensis, genannt. Weitere Nennungen sind um 1170 Wibital und um 1200 Wiptal oder Wibtal. Diese Erwähnungen beziehen sich auf die Gegend um Sterzing, erst seit dem 15. Jahrhundert wird der Begriff auch für den Teil nördlich des Brenners verwendet, das Viertel Wipptal umfasste im 16. Jahrhundert die Landgerichte Sterzing und Steinach. Dabei wurde der Abschnitt von Innsbruck bis zum Brenner als unteres Wipptal, der Abschnitt vom Brenner südwärts als oberes Wipptal bezeichnet.
Der Südtiroler Abschnitt wird heute gelegentlich auch Oberes Eisacktal (italienisch Alta Valle Isarco) genannt. Für den Abschnitt nördlich des Brenners wird gelegentlich die Bezeichnung Silltal verwendet, die im 19. Jahrhundert durch Schriftsteller und Gelehrte wie Johann Jakob Staffler geprägt wurde. Vereinzelt findet sich auch die Bezeichnung Brennertal.

## Verkehr

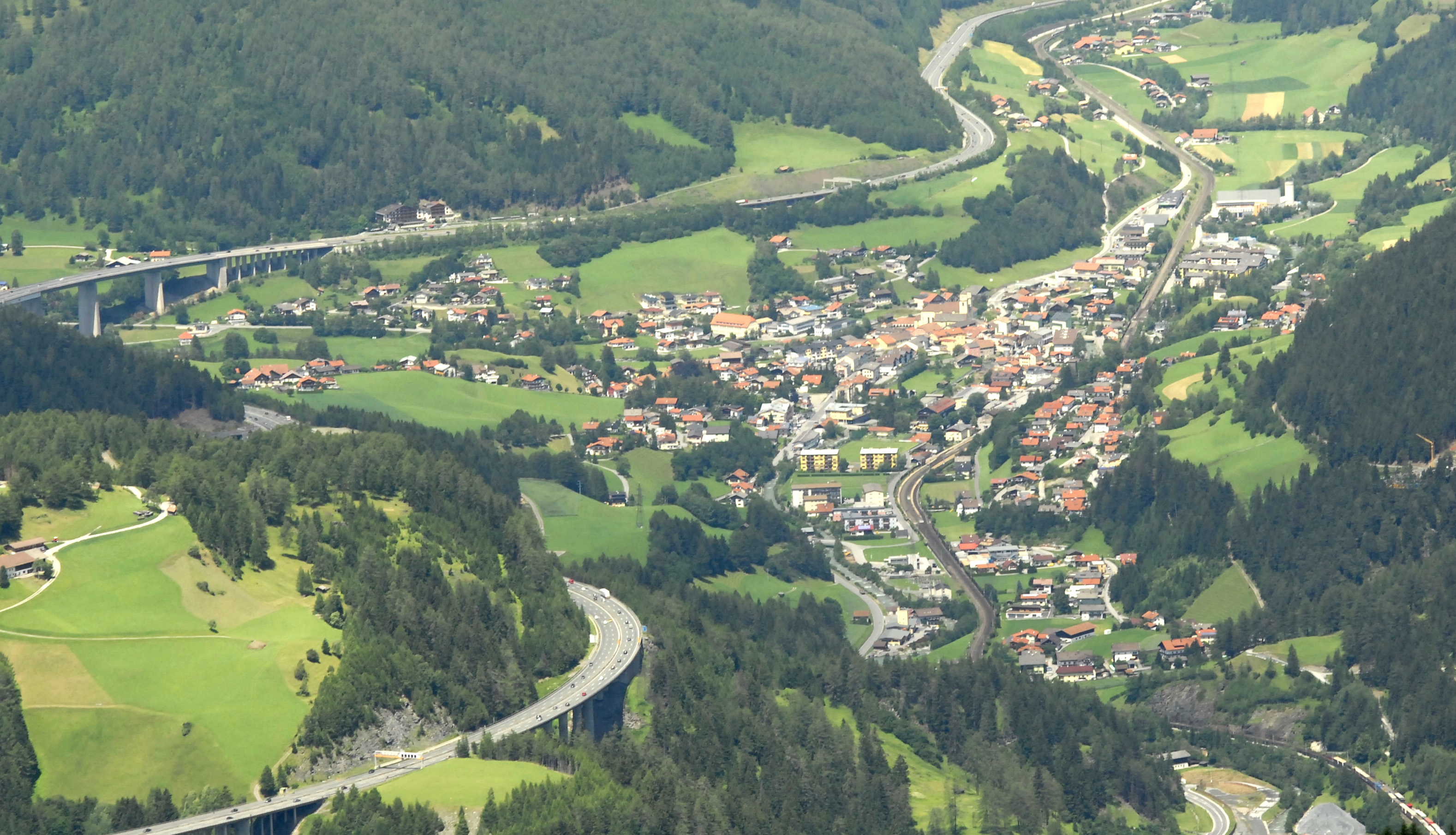
Das Wipptal bei Steinach mit der Brennerautobahn

Das Wipptal ist wegen der geringen Höhe des Brennerpasses seit langem eine der bedeutendsten Nord-Süd-Verkehrsachsen durch die Alpen. Bereits in der Römerzeit verband die Via Raetia, an der die Straßenstationen Matreium und Vipitenum lagen, die Provinz Rätien mit Norditalien. Heute verlaufen hier die Brennerstraße bzw. Brennerstaatsstraße, die 1867 eröffnete Brennerbahn und die Brennerautobahn mit ihrem markantesten Bauwerk, der Europabrücke. Der Südtiroler Abschnitt wird von der Radroute 1 „Brenner–Salurn“ durchquert.
Die Brennerautobahn (A13 nördlich des Brenners, A22 südlich davon) ist die wichtigste und meistbefahrene Nord-Süd-Querung der Alpen und liegt auf der Strecke München-Verona. Die Bewohner des Wipptales klagen seit Jahren über die Verkehrsbelastung, insbesondere durch den Gütertransport auf der Straße. Der in Bau befindliche Brennerbasistunnel soll lokal für eine Entlastung sorgen.

## Klima

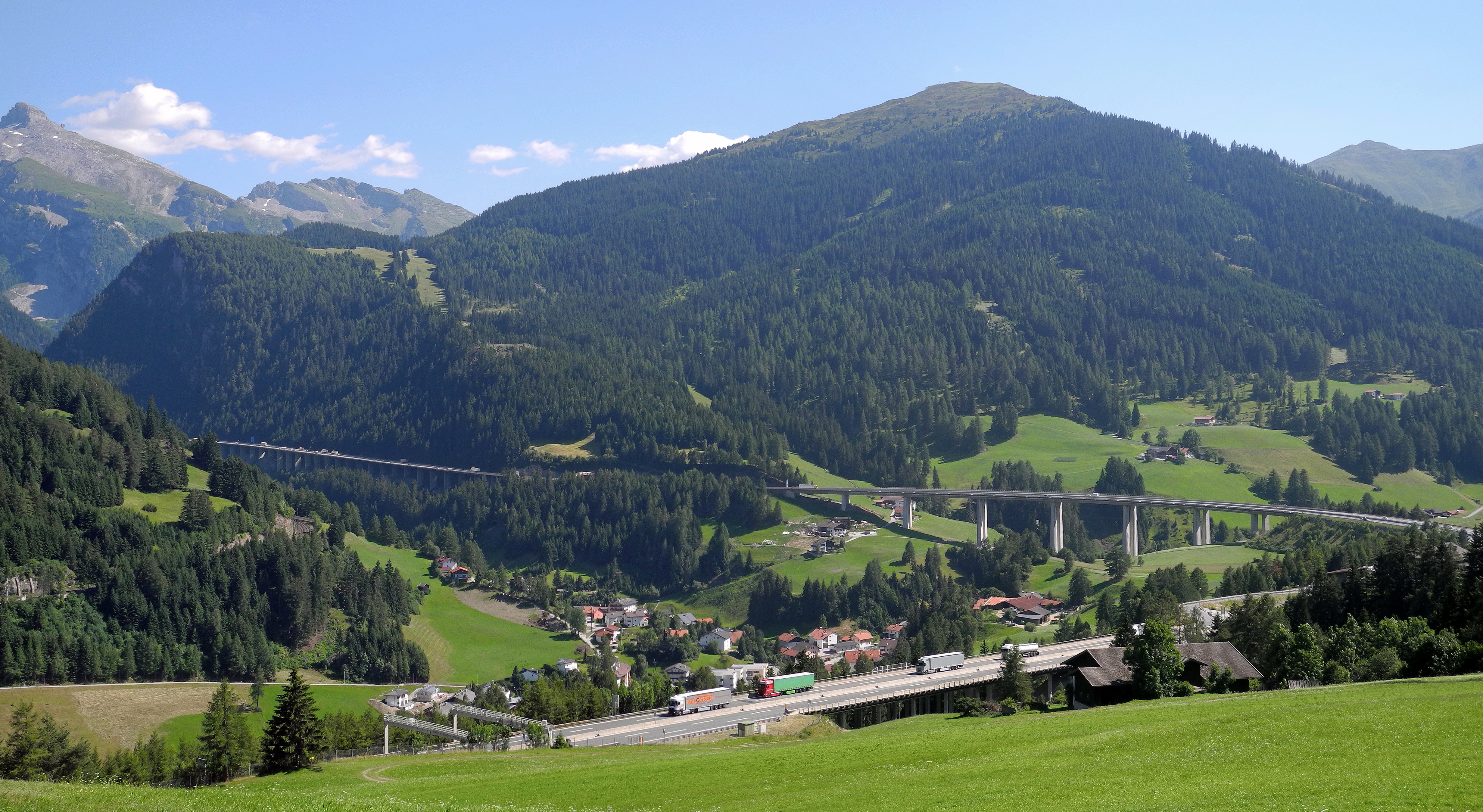
Das Wipptal bei Gries

Das Wipptal weist ein inneralpines Talklima auf, das etwas niederschlagsreicher als in den Ötztaler Alpen und südlich des Brenners trockener als nördlich davon ist. Nebel tritt seltener als im Inntal auf, charakteristisch für das Tal ist der periodische Föhn.
Der mittlere Jahresniederschlag beträgt in Steinach-Plon (1204 m ü. A.) 925,3 mm und in Sterzing (948 m s.l.m.) 773,3 mm. Die mittlere Tagestemperatur beträgt im Jänner −2,8 °C in Steinach und −2,1 °C in Sterzing, im Juli 14,6 °C in Steinach und 17,7 °C in Sterzing.

## Gemeinden

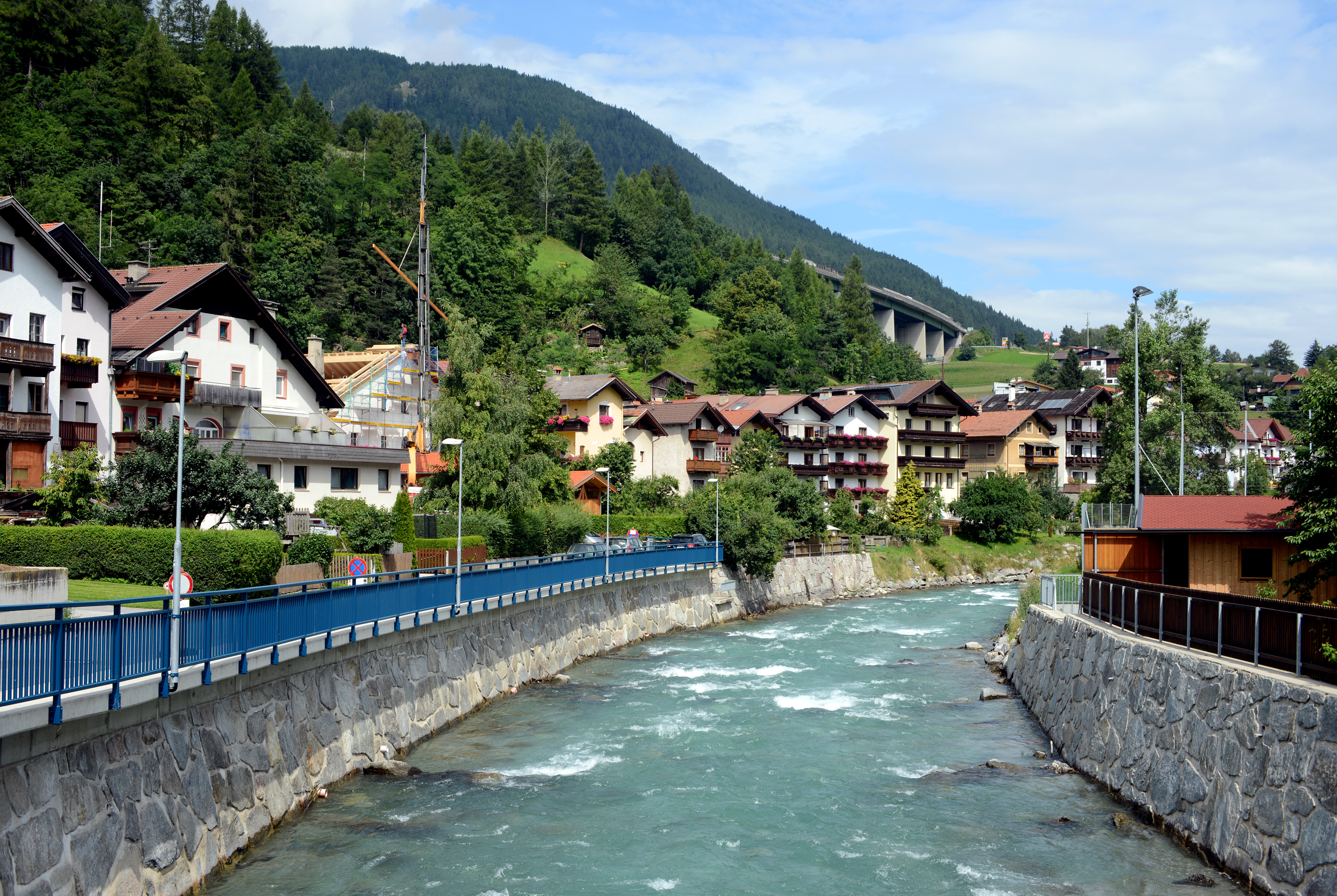
Die Sill bei Matrei

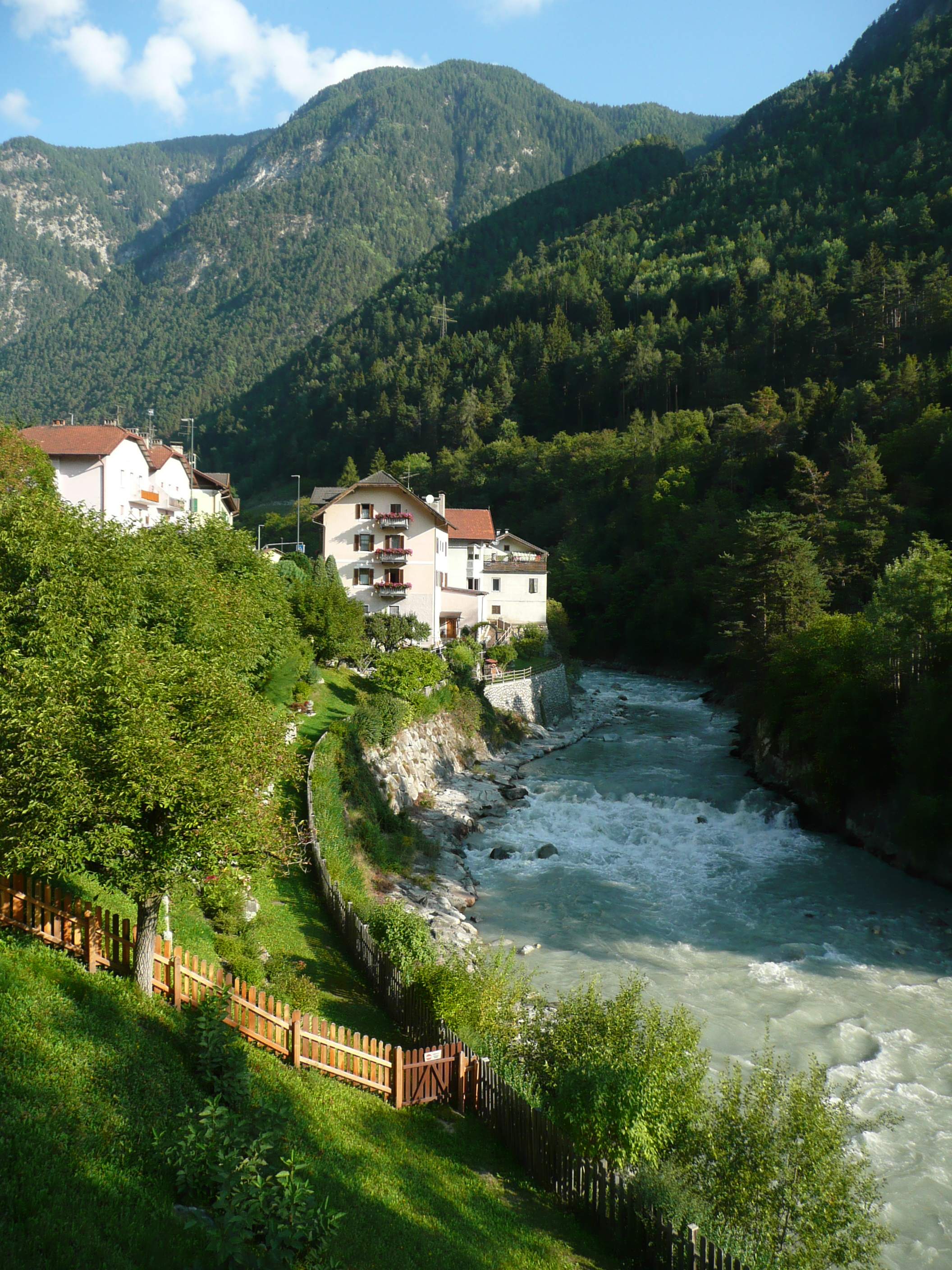
Der Eisack bei Franzensfeste

Von Norden nach Süden liegen die folgenden Gemeinden im Wipptal:
- Patsch
- Ellbögen
- Matrei am Brenner
- Steinach am Brenner
- Gries am Brenner
- Brenner
- Sterzing
- Freienfeld
- Franzensfeste

In Seitentälern liegen:
- Navis
- Trins
- Gschnitz
- Schmirn
- Vals
- Obernberg am Brenner
- Pfitsch
- Ratschings

Die in Südtirol gelegenen Gemeinden bilden mit den Gemeinden einiger Seitentäler die Bezirksgemeinschaft Wipptal. Die Nordtiroler Gemeinden des Wipptales und seiner Seitentäler (mit Ausnahme von Patsch und des Stubaitals) bilden den Planungsverband Wipptal.